# Jardí del Record (Dublín)

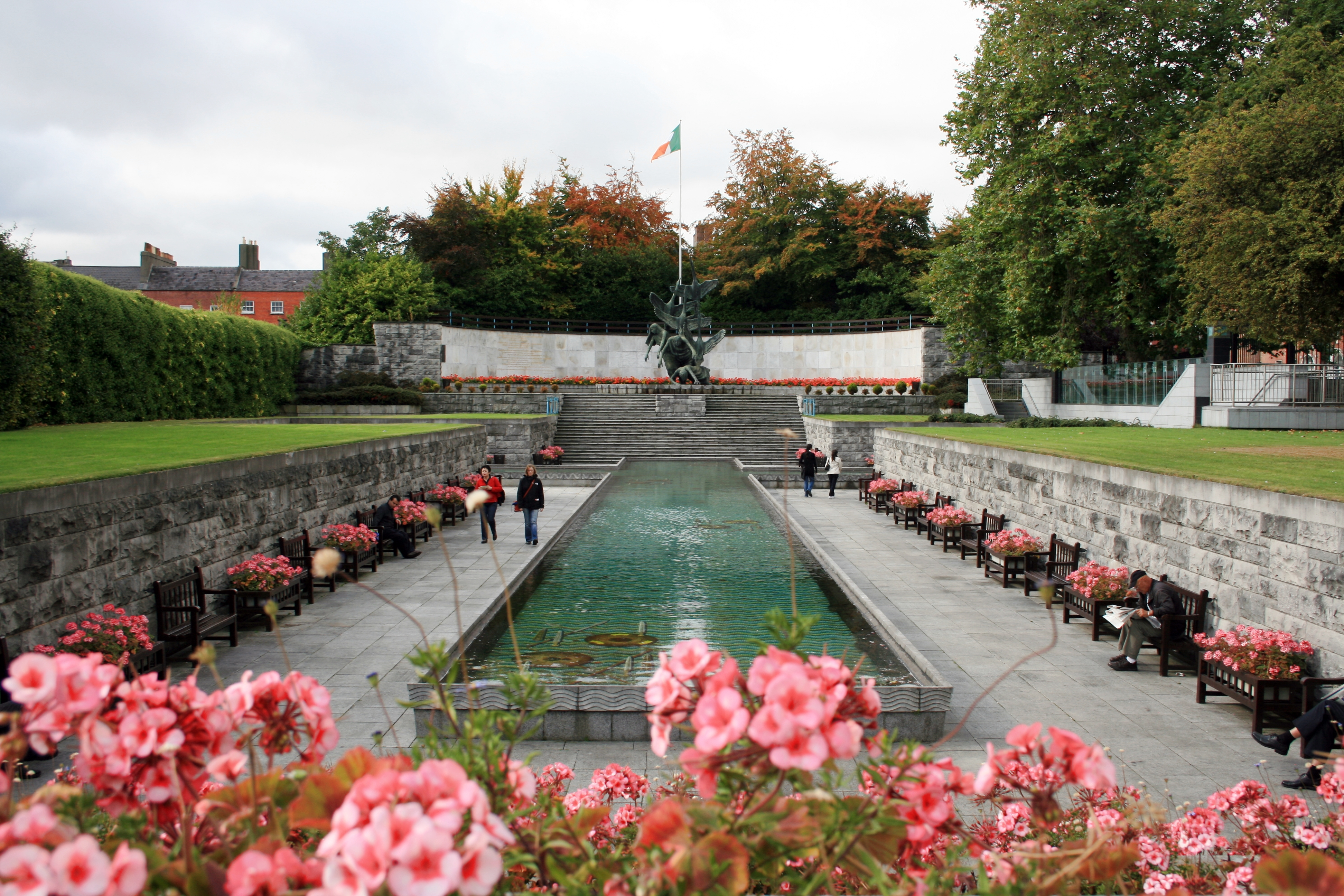
Jardí del Record

El Jardí del Record (Garden of Remembrance en anglès, An Gairdín Cuimhneacháin en irlandès) és un jardi memorial situat a Dublín, que està dedicat a la memòria de "tots aquells que van donar la seva vida per la causa de la llibertat d'Irlanda". Es troba a la part nord dels antics Jardins Rotunda, a Parnell Square, avinguda d'estil georgià a l'extrem nord del carrer O'Connell.

## Commemoracions

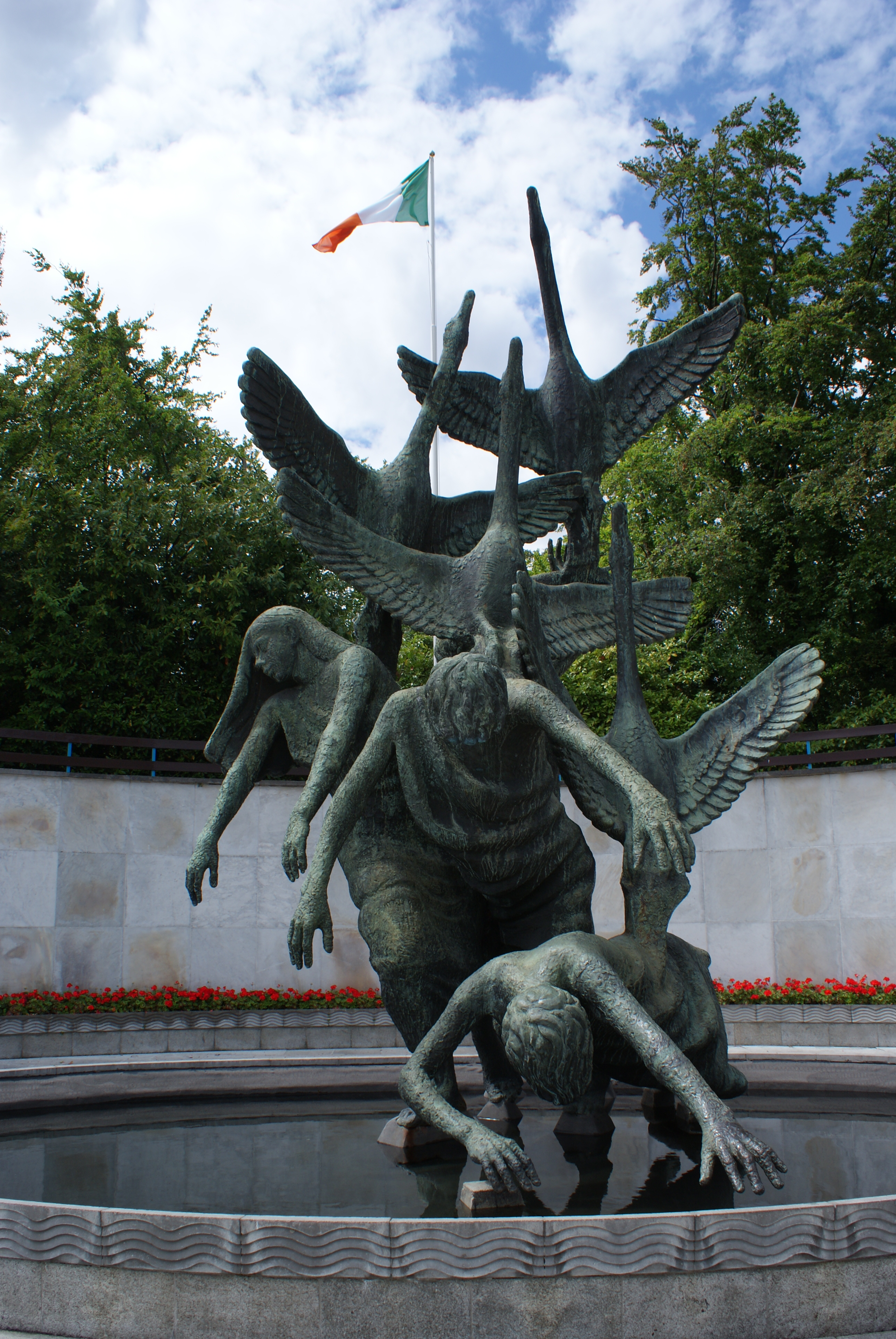
Escultura als Fills de Lir

El Jardí commemora als lluitadors per la llibertat de diversos aixecaments, entre els quals es troben:
- la rebel·lió de 1978 de la Societat dels Irlandesos Units
- la rebel·lió de 1803 de Robert Emmet
- la rebel·lió de 1848 de la Jove Irlanda
- l'alçament de 1867 de la Germandat Feniana
- l'alçament de Pasqua de 1916 dels Voluntaris Irlandesos i l'Exèrcit Ciutadà Irlandès
- la Guerra d'Independència de 1919–21 de l'Exèrcit Republicà Irlandès[2]

L'emplaçament del Jardí és el mateix on es van fundar els Voluntaris Irlandesos l'any 1913, així com l'emplaçament on molts dels líders de l'alçament de Pasqua de 1916 van ser retenguts abans de traslladar-los a la presó de Kilmainham. El president Éamonn de Valera va obrir els Jardins el 1966, coincidint amb el 50è aniversari de l'alçament de Pasqua, durant el qual ell havia comandat un destacament.

## Disseny

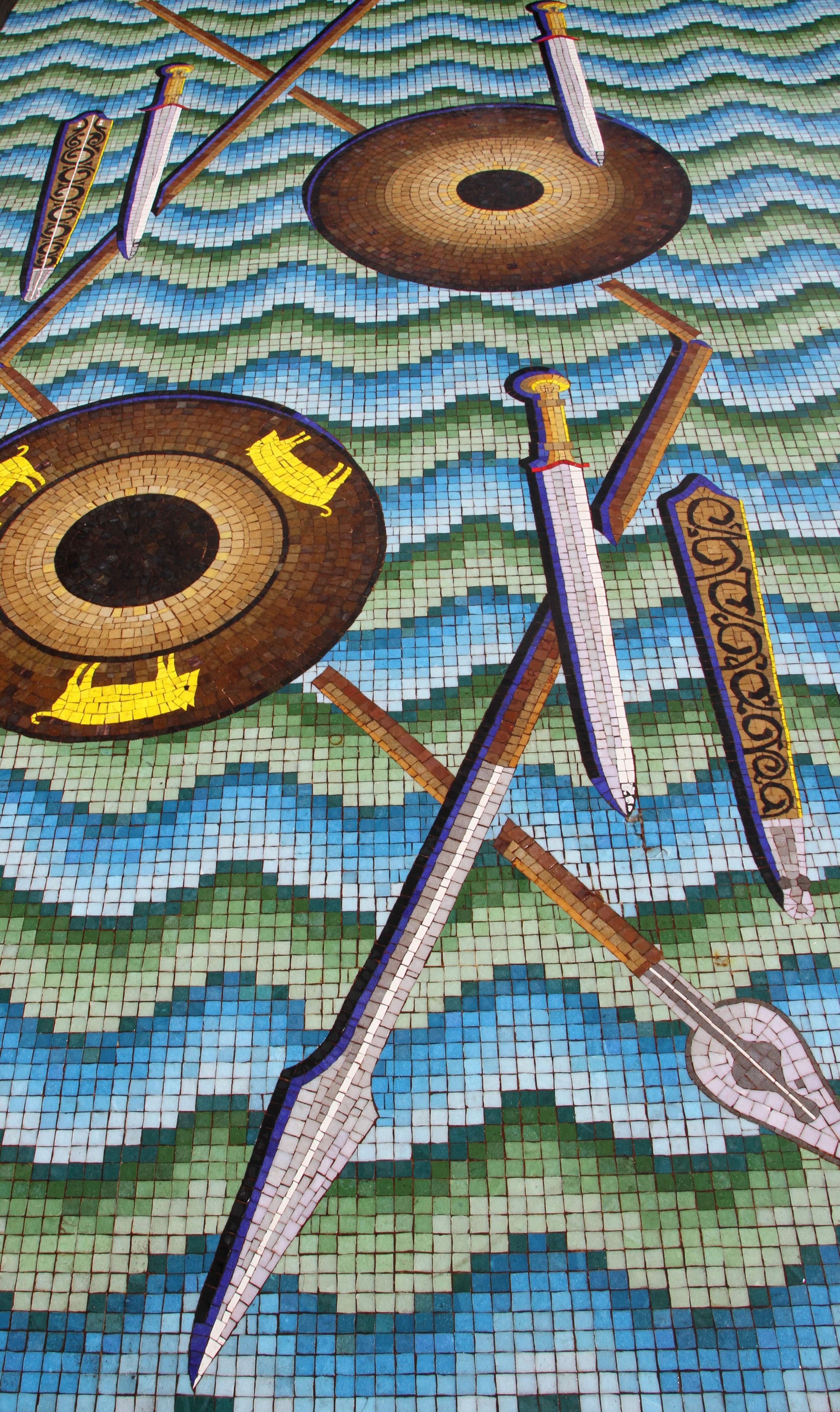
En la costum celta, a l'acabar la batalla, les armes eren trencades i llençades al riu, en senyal de finalització de les hostilitats.

El Jardí va ser dissenyat per Dáithí Hanly. Té una forma cruciforme enfonsada en aigua. El seu punt central és una estàtua als Fills de Lir d'Oisín Kelly, que simbolitza el renaixement i la resurrecció, i que fou afegit el 1971.
El 1976 es va celebrar un concurs per decidir quin poema podia expressar millor l'afecte i la inspiració d'aquests lluitadors per la llibertat. El guanyador fou l'autor, nascut a Dublín, Liam Mac Uistín, que va presentar el poema "We Saw a Vision" (Vam tenir una visió), un poema d'estil aisling, que està escrit en irlandès, francès i anglès al mur de pedra del monument. El terme aisling (pronunciació irlandesa: [ˈaʃlʲɪɲ] "visió") era utilitzat en els poemes del segle xviii que reclamaven la fi de la condició miserable a Irlanda.
| Irlandès | Anglès | Traducció |
| --- | --- | --- |
| "An Aisling" I ndorchacht an éadóchais rinneadh aisling dúinn. Lasamar solas an dóchais agus níor múchadh é. I bhfásach an lagmhisnigh rinneadh aisling dúinn. Chuireamar crann na crógachta agus tháinig bláth air. I ngeimhreadh na daoirse rinneadh aisling dúinn. Mheileamar sneachta na táimhe agus rith abhainn na hathbheochana as. Chuireamar ár n-aisling ag snámh mar eala ar an abhainn. Rinneadh fírinne den aisling. Rinneadh samhradh den gheimhreadh. Rinneadh saoirse den daoirse agus d'fhágamar agaibhse mar oidhreacht í. A ghlúnta na saoirse cuimhnígí orainne, glúnta na haislinge. | "We Saw A Vision" In the darkness of despair we saw a vision, We lit the light of hope and it was not extinguished. In the desert of discouragement we saw a vision. We planted the tree of valour and it blossomed. In the winter of bondage we saw a vision. We melted the snow of lethargy and the river of resurrection flowed from it. We sent our vision aswim like a swan on the river. The vision became a reality. Winter became summer. Bondage became freedom and this we left to you as your inheritance. O generations of freedom remember us, the generations of the vision. | "Vam tenir una visió" En la fosca de la desesperació vam tenir una visió, Vam encendre la llum de l'esperança i no es va extingir. En el desert del descoratge vam tenir una visió. Vam plantar l'arbre del valor i va florir En l'hivern de la servitud vam tenir una visió Vam fondre la neu de la letàrgia i el riu de la ressurrecció va fluir d'allí. Vam enviar la nostre visió endavant com un cigne al riu. La visió es va convertir en realitat. L'hivern es va convertir en estiu. La servitud es va convertir en llibertat, i això et deixem a tu com herència. Oh, generacions de la llibertat, recordeu-nos, les generacions de la visió. |

El 2004 es va suggeruir que, com a part del redisseny del carrer, el Jardí del Record també fos redissenyat. Això es va resumir en la construcció d'una nova entrada a la part nord d'aquest, el 2007.
La reina Elisabet II del Regne Unit va dipositar una ofrena floral al Jardí del Record durant la seva visita d'estat, realitzada el maig de 2011, gest que va ser molt ben valorat per part dels mitjans de comunicació irlandesos. En aquella cerimònia i van ser presents, a més, la vidua i la filla de Dáithí Hanly, dissenyador de l'espai.

## Referències

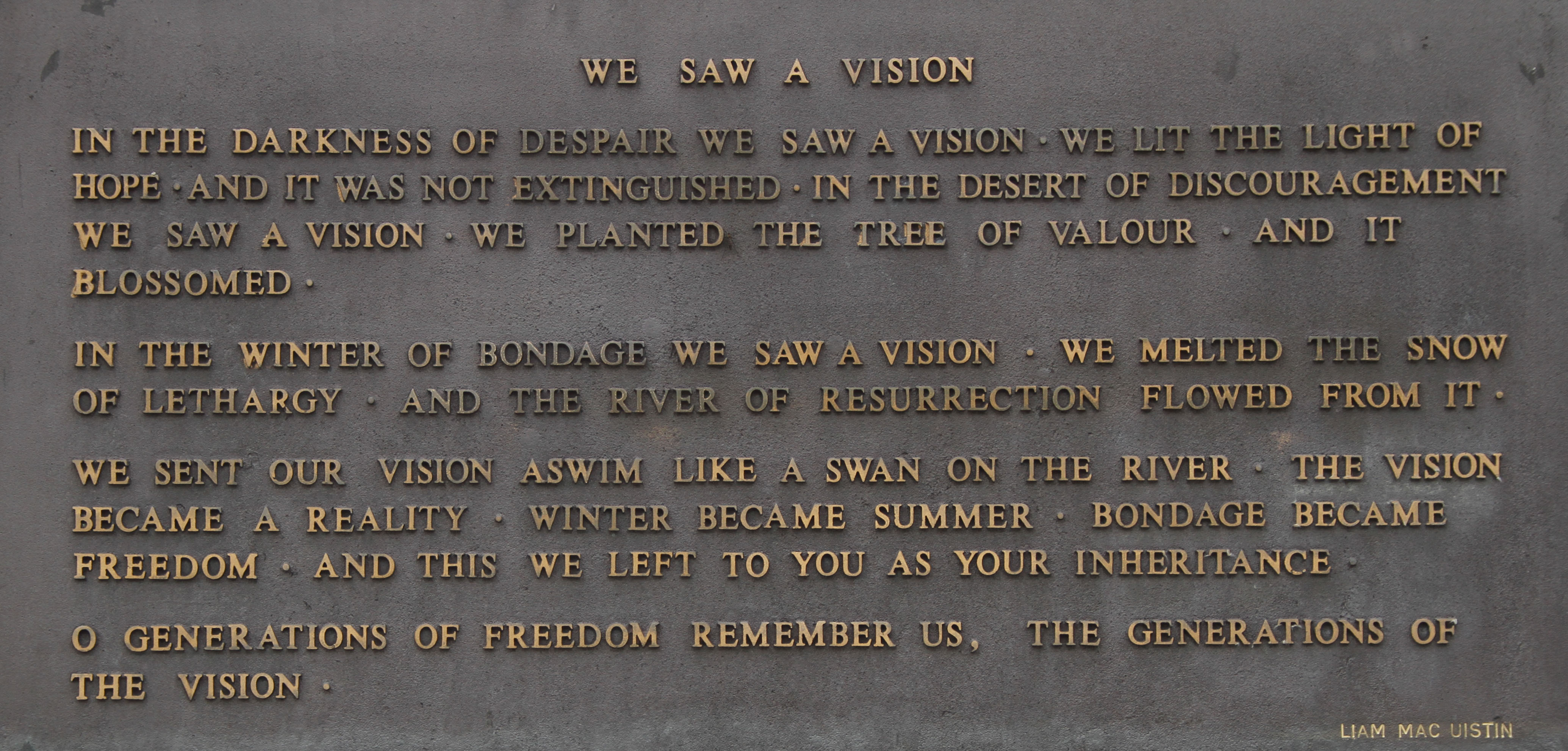
"We Saw a Vision" de Liam Mac Uistín